# 瓜迪亚纳河畔桑卢卡尔
瓜迪亚纳河畔桑卢卡尔（西班牙語：Sanlúcar de Guadiana），是西班牙安达卢西亚自治区韦尔瓦省的一个市镇。2001年，该镇的总面积为97平方公里，总人口378人，人口密度4人/平方公里。